# Acraea paulinae
Acraea paulinae är en fjärilsart som beskrevs av Felix Bryk 1931. Acraea paulinae ingår i släktet Acraea och familjen praktfjärilar. Inga underarter finns listade i Catalogue of Life.